# Dalla parte di Rino
Dalla parte di Rino è un album tributo al cantautore italiano Rino Gaetano, pubblicato da Sony Music il 28 giugno 2011 in due versioni: standard e special.
L'album è stato anticipato dalla reinterpretazione di Nuntereggae più di Roy Paci & Aretuska, entrata in rotazione radiofonica il 2 giugno 2011.
A rendere omaggio a Rino Gaetano a trent'anni dalla sua scomparsa sono Roy Paci & Aretuska, Gianluca Grignani, Ron, Neri per Caso, Daniele Silvestri, Giusy Ferreri, Roberto Vecchioni, PFM, Nathalie, Pierdavide Carone, Patty Pravo, Simone Cristicchi, Tricarico, Giuliano Palma & the Bluebeaters.
L'album debutta alla posizione numero 4 nella sezione Compilation della classifica FIMI.

## Tracce
CD1 Tributo
1. Nuntereggae più - Roy Paci & Aretuska
2. Mio fratello è figlio unico - Gianluca Grignani
3. Cogli la mia rosa d'amore - Ron
4. Gianna - Neri per Caso
5. Sfiorivano le viole - Daniele Silvestri
6. Ma il cielo è sempre più blu - Giusy Ferreri
7. Io scriverò - Roberto Vecchioni
8. E cantava le canzoni - PFM
9. Tu, forse non essenzialmente tu - Nathalie
10. Berta filava - Pierdavide Carone
11. Resta vile maschio, dove vai? - Patty Pravo
12. Le beatitudini - Simone Cristicchi
13. Escluso il cane - Tricarico
14. E io ci sto - Giuliano Palma & the Bluebeaters

CD2 Rino Originale (Solo nella Special Edition)
1. Aida
2. Ad esempio a me piace il sud
3. Ahi Maria
4. La donna mia - Scusa Mary
5. Visto che mi vuoi lasciare
6. Spendi Spandi Effendi
7. I tuoi occhi sono pieni di sale
8. Dans le chateau
9. Sei ottavi
10. Nel letto di Lucia
11. Ti ti ti ti
12. Grazie a Dio, grazie a te
13. Capofortuna
14. Stoccolma
15. A mano a mano [Live Q Concert] - Rino Gaetano con Riccardo Cocciante e i New Perigeo
16. E la vecchia salta con l'asta - Rino Gaetano Band

## Classifiche
| Classifica 2011 | Posizione massima |
| --------------- | ----------------- |
| Italia          | 4                 |

### Andamento in classifica
| Posizione | 4 | 5 | 4 | 6 | 5 | 7 | 8 | 8 | 7 | 7 | 8 | 13 | 25 | 26 |